# 歼-5
歼-5（J-5，北约代号：Fresco）曾经称为56式战斗机，是由沈阳飞机工业公司仿制的原苏联的米格-17型喷气式战斗机，是中華人民共和國第一款量產的喷气式飞机。

## 历史

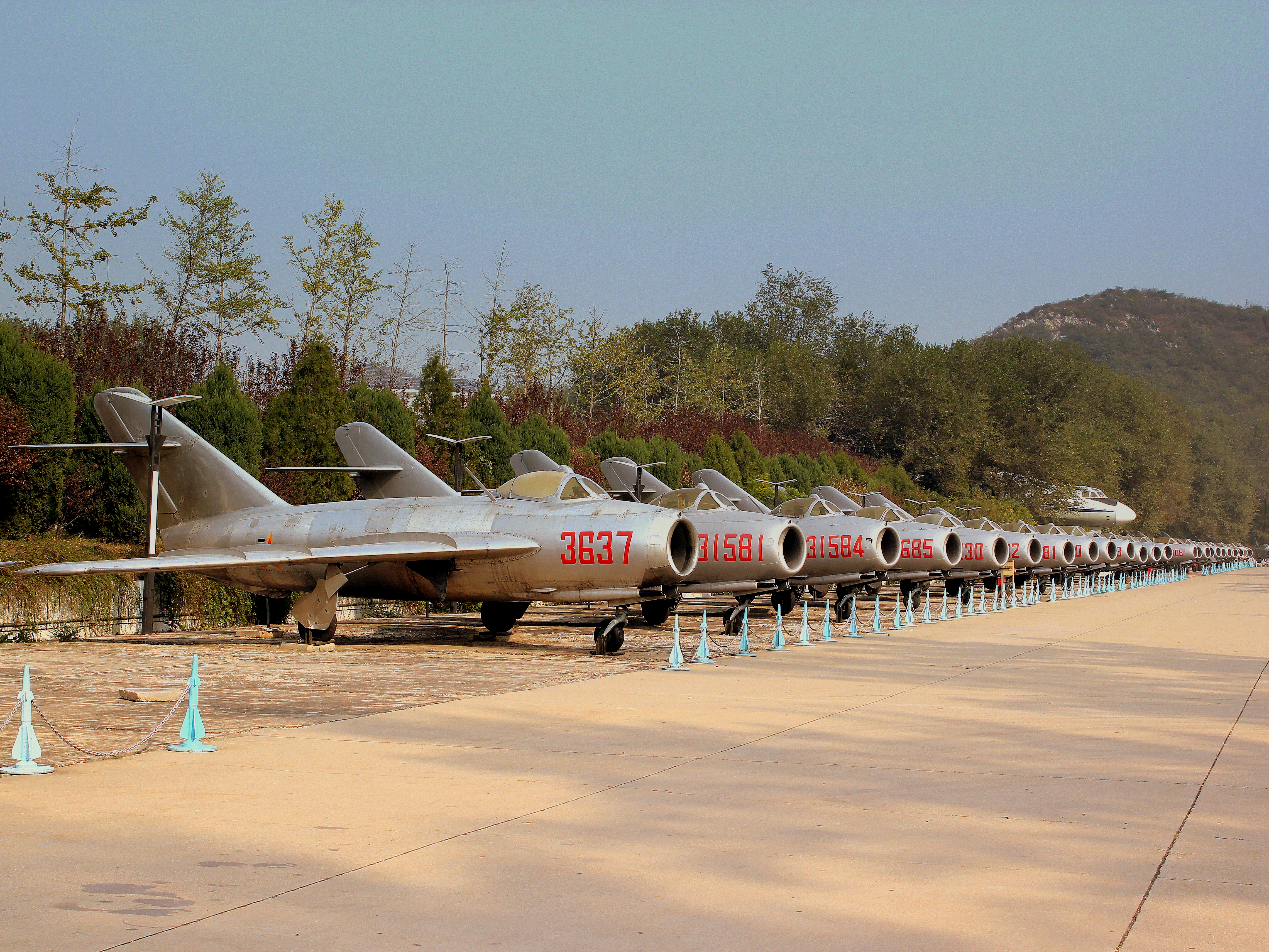
博物館的殲-5

歼-5是一种单座单发高亚音速喷气式战斗机。机头进气、后掠式中单翼布局，使用一台涡喷-5离心式加力涡轮喷气发动机。1953年12月中苏两国政府换文，苏联将制造喷气式飞机米格15(含发动机)和教练机雅克-18(含发动机)的制造权转让给中国，并提供成套技术资料和样机。1954年10月根据苏联政府建议，中国政府决定停止试制米格15，改为试制米格17及其发动机。原型机于1955年在沈阳飞机制造厂开始试制，技术负责人为112厂总工程师高方启，副总工艺师罗时大。1956年6月沈阳航空发动机厂仿制成功涡喷五发动机。1956年7月19日首次试飞成功，试飞员为空军第一试飞大队首任大队长吴克明。当时称五六式歼击机，直到1964年才改称歼五。到1956年9月15日，共制造出4架歼-5飞机，以四机编队参加了1956年的国庆大典。
主要型号有歼-5、夜间型歼-5甲（J-5J）、教练型歼教5（JJ-5）。歼-5战斗机生产了1,973架，到1960年，歼五共生产了767架。目前，100架歼-5在朝鲜空军中服役。歼-5战斗机在五十年代具有结构简单、价格便宜的特点。
全天候歼击机歼-5甲是由成都飞机制造厂1960年开始测绘仿制苏联米格-17Ⅱ样机，1964年11月11日首飞，同月30日定型。与歼五相比,前机身加粗、加装了全天候雷达、武器系统改成了3门23毫米航空炮、最高速度可达每小时1,145公里，最大航程2,200公里。共生产了124架于1967年停产。
在歼-5甲基础上改型设计的全天候双座喷气教练机歼教-5，1966年首飞，歼教-5至1984年共生产上千架。成都飞机工业公司负责研制生产，长期装备歼击机团、强击机团用于飞行员恢复飞行技能、考核飞行技术，也是航校培训飞行学员的主要高教机。
歼-5實戰戰績：
- 1958年2月18日海军航空兵四师胡春生、舒积成双机组在山东青岛上空击落国军RB-57A飞机1架
- 1958年4月21日夜，B-17G型侦察机1架，低空进入江西地区，空军第12师飞行员李顺祥，驾驶歼-5甲(米格-17ПФ)型飞机，在指挥所的引导下，使用改进的机载雷达，在约300米高度将其击伤。
- 1958年8月25日空九师刘维民在福建漳州上空击落2架国军F-86。
- 1959年5月29日21时，B-17G型飞机1架，由雷州半岛入广西梧州附近，高度约高于当地山峰150～300米。23时8分30秒广州空18师值班指挥员、副师长李宪刚令52团截击机大队中队长蒋哲伦起飞拦截。蒋哲伦在雷达掌握目标时断时续的情况下，驾驶歼-5甲(米格-17ПФ)型飞机在地面领航员王金彰、谭流光的引导下，从云隙中出航，在有效截击地段，抓住战机，使用机上雷达距离3.2千米发现目标，2千米截获，开炮将B-17G击落。
- 1958年9月歼-5编队又与中華民國24架F-86配有新型AIM-9B響尾蛇飛彈的编队在浙江温州上空遭遇，該戰雙方互有損失但是互相史料記載不一[1]。解放军记载：飞行员王自重因掉队而被12架F-86围攻.王自重单机击落2架敌机后,被F-86携带的AIM-9“响尾蛇”导弹击落。這也是響尾蛇飛彈第一次實戰擊落飛機。然而該戰中一枚響尾蛇飛彈卡在1架歼-5上未引爆，事後被蘇聯和中國仿製為K-13(AA-2)导弹和霹雳-2导弹[2][來源請求]。
- 1965年4月9日，4架解放軍空軍所屬的米格-17/殲-5戰機於南海上空與美國海軍的F-4B遭遇，發生近距離空中衝突。解放軍於該次事件中可能擊落1架美國海軍所屬的F-4B戰機[3]。解放军记载：海航四师李大云驾驶歼五追击1架美军F-4B，另一架F-4B尾随在李大云后发射了“响尾蛇”导弹，李大云驾机迅速作出机动动作摆脱了导弹，由于当时“响尾蛇”导弹采用的是热感应追踪目标，没有敌我识别能力,结果将李大云先前追击的F-4B飞机击落。然而21世紀後有新的訪談文獻表明，解放軍駕駛員在1994年調查中回憶指出，[4]美國海軍所損失的1架F-4B戰機可能是遭其僚機所發射的一枚脫鎖的AIM-7麻雀飛彈所擊落的，當時1架F4被殲5鎖定但後方突然另1架F4出現支援又鎖住殲5，而此時殲5靈機一動向上大角度跳升，美國後機發射的飛彈就打掉自己的僚機[5]。而另一本美國著作中對美軍飛行員的回憶訪談[6]則主張那場空戰中一片混亂，而美軍過度信任當時還不太穩定的追熱飛彈科技，結果屢屢在射擊機會中飛彈故障落海或不點火，所有生存者都沒看見602號機被擊落的經過只知道失聯，但有人看到1架冒煙飛機的遠景並認為可能1架米格機被擊落擊傷，之後卻傳出航母上的雷達官表示有1架F4飛機朝遠離海南島方向駛去後面跟著1架米格，之後該F4就光點消失，受訪者只能說任何可能性都存在。
- 1967年4月24日，美军出动大批F-4、F-8战斗机轰炸越南谅山。其中两架F-4B“鬼怪”式战斗机从广西板兴侵入了中国边境领空，1架被高炮击落，另一架扔掉副油箱和起落架加速脱离，被高空待战的4架歼五战斗机采用大角度80度接敌，二号机4次开炮没有击中敌机，一号机连续猛烈射击，前两次都未打中，最后一次抵近400米射击击中敌机，F-4坠入北部湾。此战历时3分35秒。

## 機型
- 56式戰機：原型試驗機
- 東風101：初期量產專案代號
- 歼-5：於1964年量產機767架生產

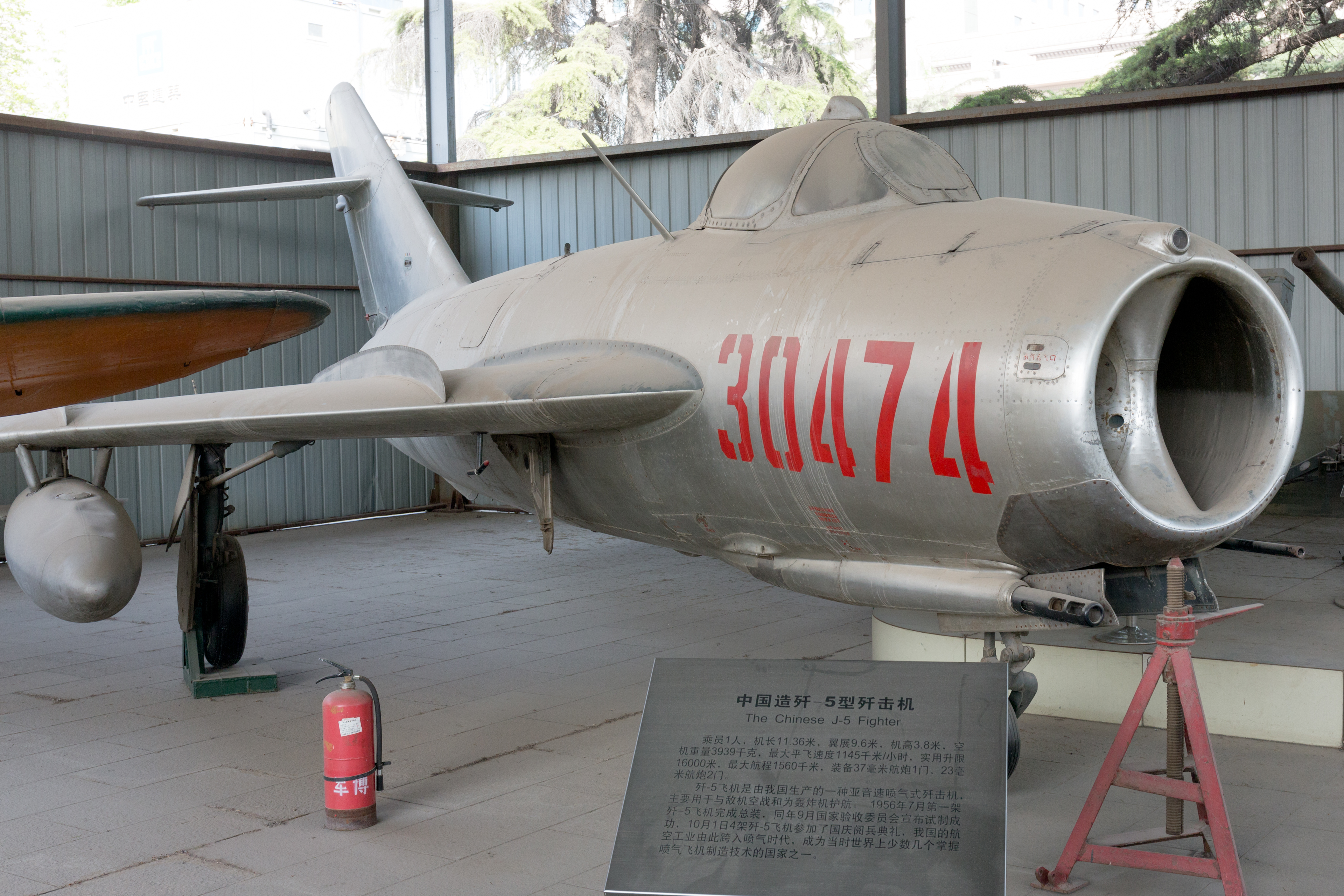
歼-5

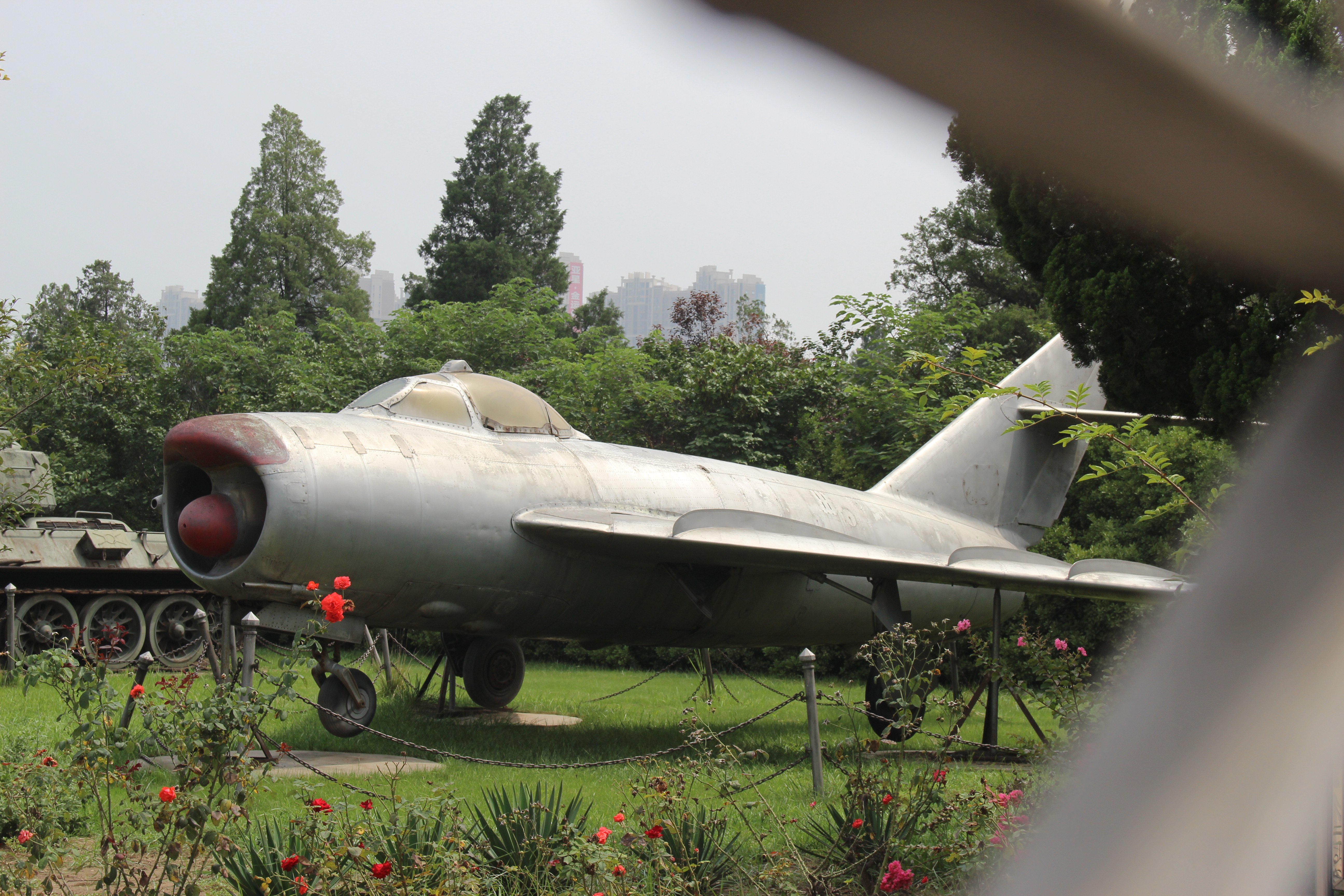
歼-5甲，注意进气道上方的鲨鱼嘴状雷达罩和中间的半球型天线中锥

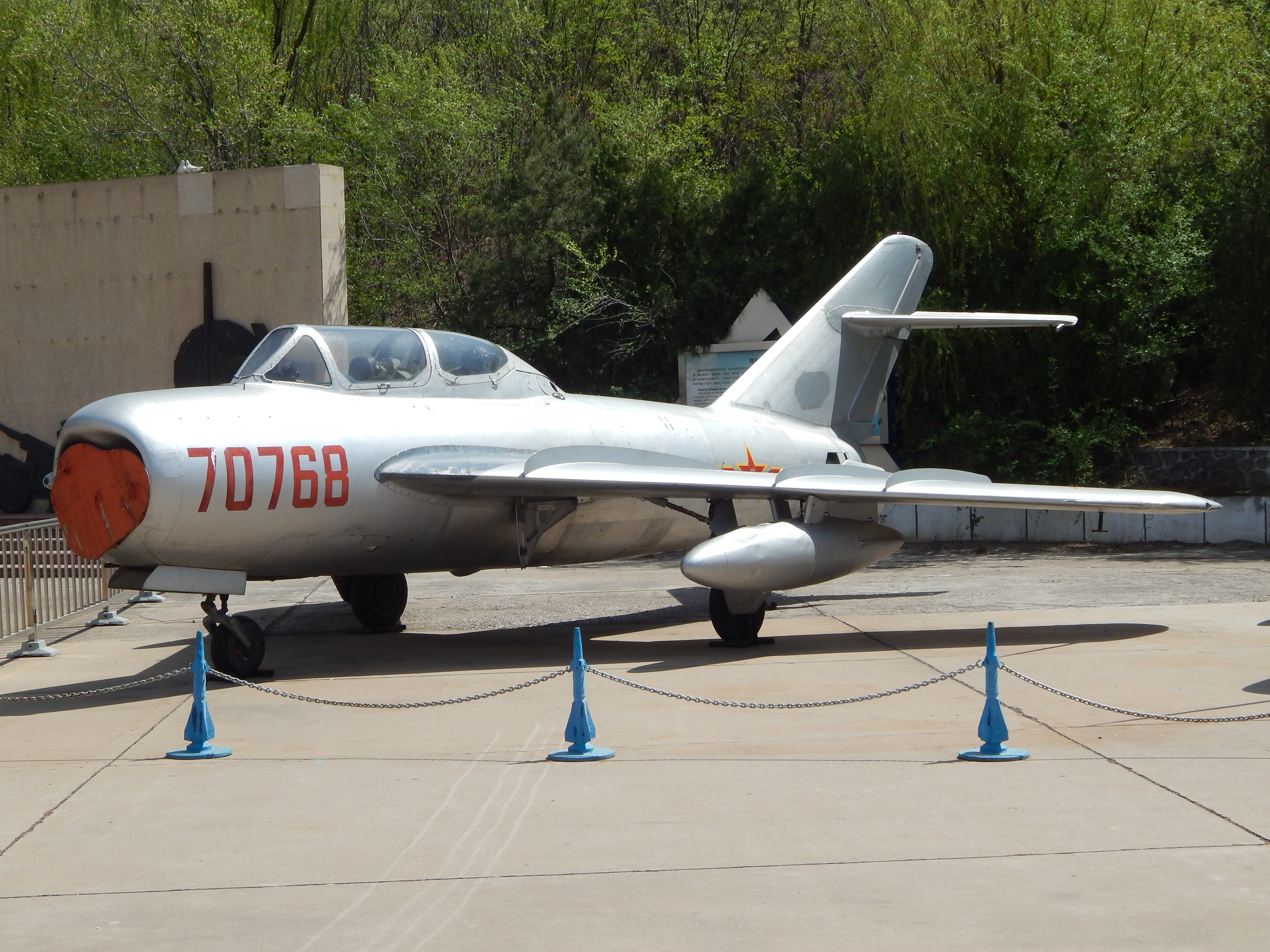
歼教-5

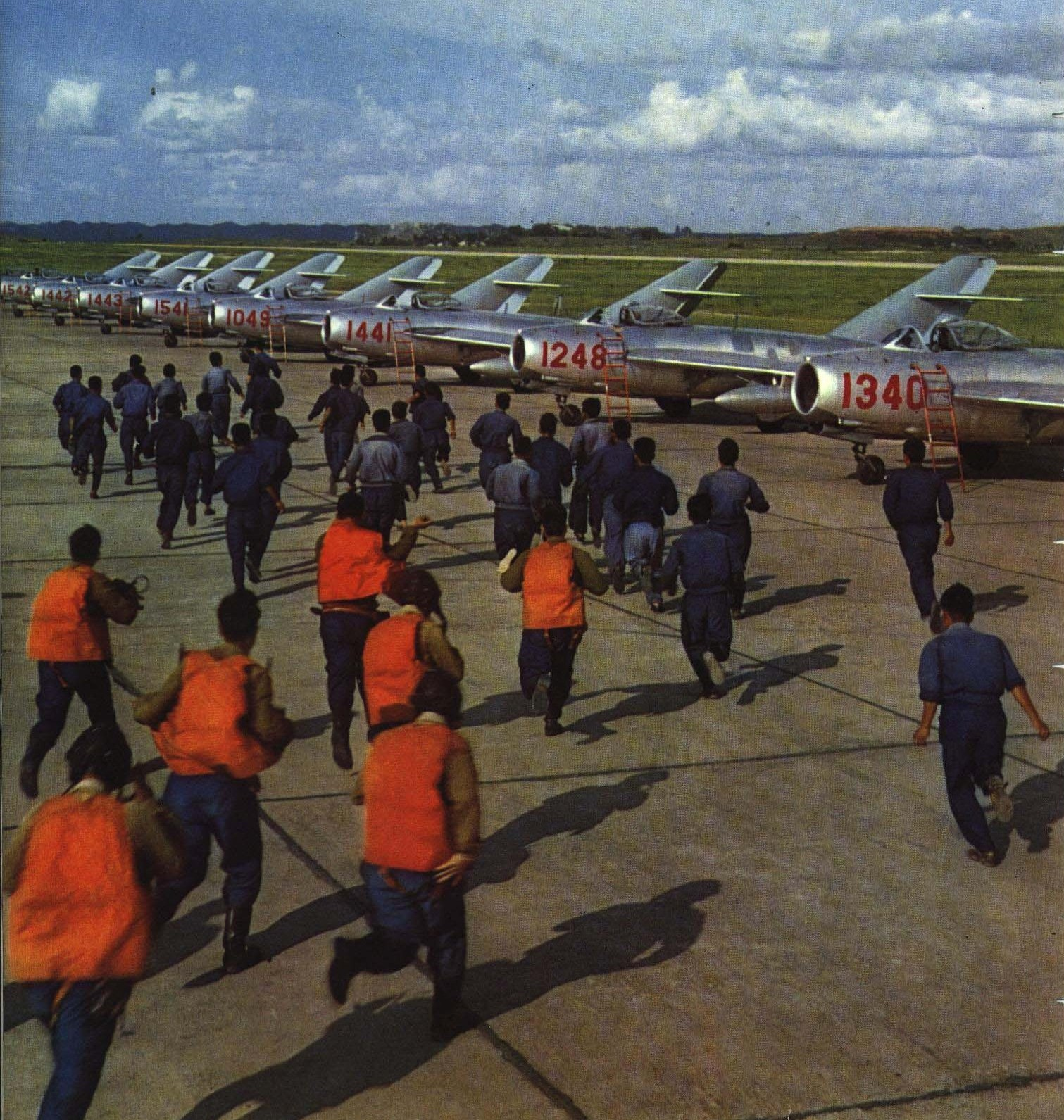
1965年正在備戰的歼5師團

- 歼-5甲：授權技術轉移的Mig-17PF改良了PП-5 雷達，共300架生產
- 歼教-5：雙座教練機，出口代號FT-5
- 歼-5魚雷機：移除機炮後加裝一枚魚雷的戰機，反艦飛彈普及後逐漸淡出[7]
- 歼-5無人機：2002年後逐漸為外界所知，自動飛行儀控制的自殺式飛機，可攜650公斤炸藥，有巡弋飛彈的效能[8][9]

## 規格
- 翼展 9.60米
- 机长 11.36米
- 机高 3.80米

- 机翼面积 25.00平方米
- 机翼后掠角 45度

- 最大起飞重量 6000千克
- 正常起飞重量 5340千克
- 最大燃油重量 1170千克(机内) 1834千克(带副油箱)
- 最大载重量 2130千克

- 最大平飞速度 1145千米/小时(高度3000米)
- 巡航速度 800千米/小时
- 最大爬升率 75.8米/秒
- 实用升限 16000米
- 最大航程 1560千米(带副油箱) 1020千米(不带副油箱)
- 续航时间 2小时50分(带副油箱)

- 1 x37型 37mm機炮
- 2 x 23mm機炮
- 2 x 炸彈或飛彈掛架

## 使用國家
- 中华人民共和国
- 越南
- 阿尔巴尼亚
- 巴基斯坦
- 斯里蘭卡
- 苏丹
- 辛巴威
- 坦桑尼亚

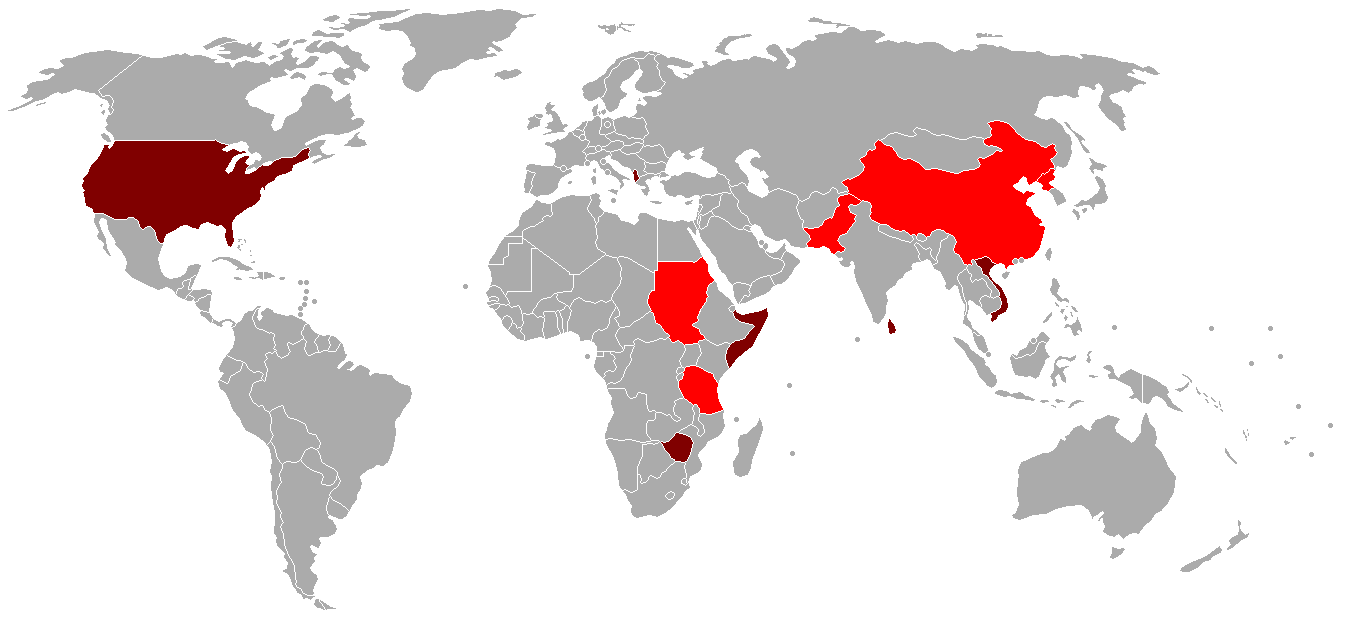
全球使用殲-5的國家

- 美国：美國有民間的航空愛好團體購買殲-5